# Републикански път III-6206
Републикански път IIІ-6206 е третокласен път, част от Републиканската пътна мрежа на България, преминаващ изцяло по територията на Софийска област, Община Самоков. Дължината му е 25,6 km.
Пътят се отклонява надясно при 79,6 km на Републикански път II-62 в центъра на град Самоков и се насочва на юг през най-южната част на Самоковската котловина. Преди разклона за село Бели Искър навлиза в Рила и завива на югозапад, като продължава по долината на река Черни Искър. Последователно преминава през селата Мала църква, Маджаре и Говедарци и след 13 km завършва в курортния комплекс „Мальовица“.
| Пътища, отклоняващи се надясно (населено място, № на пътя, посока на пътя) | km   | Пътища, отклоняващи се наляво (посока на пътя, № на пътя, населено място) |
| -------------------------------------------------------------------------- | ---- | ------------------------------------------------------------------------- |
| Община Самоков, II-62, 79,6 km, гр. Самоков →                              | 0,0  | → гр. Самоков, 79,6 km, II-62, Община Самоков                             |
| (за с. Доспей) общински път, гр. Самоков ←                                 | 0,9  | гр. Самоков                                                               |
|                                                                            | 5,8  | → общински път (за с. Бели Искър)                                         |
|                                                                            | 9,6  | → общински път (за с. Мала църква)                                        |
| с. Маджаре                                                                 | 10,6 | с. Маджаре                                                                |
| с. Говедарци                                                               | 12,6 | с. Говедарци                                                              |
| кур. к-с „Мальовица“                                                       | 25,6 | кур. к-с „Мальовица“                                                      |